# WELMEC
WELMEC est une organisation créée en 1990 pour promouvoir la coopération européenne dans le domaine de la métrologie légale. Elle a pour membres des responsables nationaux des autorités de métrologie légale des États membres de l'Union européenne et de l'Association européenne de libre-échange.
La WELMEC a pour mission officielle de développer et de maintenir une acceptation mutuelle parmi ses membres et de maintenir une coopération effective pour atteindre une approche harmonisée et cohérente des besoins de la société en matière de métrologie légale et pour le bénéfice de toutes les parties prenantes, y compris les consommateurs et les entreprises".
La WELMEC a été fondée en Suisse en 1990, lors d'une réunion à Berne, sous le nom de Western European Legal Metrology Cooperation (Coopération en Métrologie Légale dans l'Europe occidentale). En février 2013, elle compte 30 adhérents et 7 membres associés. Aujourd'hui, WELMEC a gardé son acronyme bien que comme l'UE, elle se soit agrandie en dehors de l'Europe de l'Ouest. L'adhésion à WELMEC couvre l'UE, l'AELE, et les États candidats à l'Union européenne : l'un des buts de la WELMEC est l'assistance aux États souhaitant adhérer à l'UE pour l'harmonisation législative de leurs procédures de métrologie légale avec celles de l'UE. 
En 2013, les principales activités de la WELMEC concernaient l'application de la directive 2009/23/EC, dite NAWI (EU Nonautomatic Weighing Instruments Directive) et la mise en œuvre de la directive 2004/22/EC, dite MID (Directive européenne sur les instruments de mesure (en)). Les groupes de travail de l’organisation correspondant aux différents aspects de ces deux directives, sont :
- WG 2 Mise en œuvre de la directive 2009/23/EC (Directive Implementation (2009/23/EC)
- WG 4 Aspects généraux de la métrologie légale (General Aspects of legal metrology)
- WG 5 Supervision (Metrological supervision)
- WG 6 Prepackages
- WG 7 Logiciel (Software)
- WG 8 MID (Measuring Instruments Directive)
- WG 10 Equipement de mesure pour des liquides autres que l'eau (Measuring equipment for liquids other than water)
- WG 11 Utility meters